# Gonam
Gonam nebo také Guonam (rusky Гонам nebo Гуонам) je řeka v Jakutské republice v Rusku. Je 686 km dlouhá. Povodí má rozlohu 55 600 km². Na horním toku se nazývá Monam (rusky Монам).

## Průběh toku
Pramení na Stanovém hřbetě. Teče na severovýchod přes Aldanskou vysočinu. V povodí řeky se nachází přibližně 1800 jezer. Hlavní přítoky jsou Sutam a Algama zprava. Je to levý přítok Učuru (povodí Leny).